# Metagonyleptes hamatus
Metagonyleptes hamatus is een hooiwagen uit de familie Gonyleptidae.